# تيريزا صربوفا
تيريزا صربوفا (بالتشيكية: Tereza Srbová)‏ هي عارضة وممثلة تشيكية، ولدت في 23 يونيو 1983 ببراغ في التشيك.

## أعمال

### أفلام
- (2007) وعود شرقية[5]
- (2009) هدف 3
- (2011) 360[6]

## وصلات خارجية
- تيريزا صربوفا على موقع IMDb (الإنجليزية)
- تيريزا صربوفا على موقع ألو سيني (الفرنسية)
- تيريزا صربوفا على موقع قاعدة بيانات الأفلام السويدية (السويدية)
- تيريزا صربوفا على موقع قاعدة بيانات الفيلم (الإنجليزية)
- تيريزا صربوفا على موقع كينوبويسك (الروسية)